# Pereval Eshak-Meydany
Pereval Eshak-Meydany är ett bergspass i Azerbajdzjan. Det ligger i den sydvästra delen av landet, 400 km väster om huvudstaden Baku. Pereval Eshak-Meydany ligger 2 891 meter över havet.
Terrängen runt Pereval Eshak-Meydany är bergig västerut, men österut är den kuperad. Runt Pereval Eshak-Meydany är det ganska glesbefolkat, med 42 invånare per kvadratkilometer.. Närmaste större samhälle är Arafsa, 15,2 km väster om Pereval Eshak-Meydany. 
Trakten runt Pereval Eshak-Meydany består i huvudsak av gräsmarker.